# 谷来镇
谷来镇，中国浙江省绍兴市嵊州市下辖的一个镇。2019年7月，撤销谷来镇、王院乡、竹溪乡建制，合并设立新的谷来镇。调整后，新的谷来镇辖1个居民区、27个行政村，镇政府驻谷来二村振兴路119号。

## 行政区划
现辖：
谷来社区、九里斜村、谷来二村、护国岭村、谷来一村、马溪村、横山村、上显潭村、马村、北岙村、双溪村、榆树村、袁郭岭村、吕岙村、勤勇村、石城新村、金山湖村、三合村、举坑村、联谊村和谷来三村。

## 中国传统村落
2013年8月，竹溪村获批第二批中国传统村落。